# Hiroaki Morishima
Hiroaki Morishima (jap. 森島寛晃 Morishima Hiroaki; ur. 30 kwietnia 1972 w Hiroszimie) – piłkarz japoński grający na pozycji ofensywnego pomocnika.

## Kariera klubowa
Morishima uczęszczał do najpierw do Midorimachi Jr. High School, a następnie do Tokai No.1 High School. Karierę rozpoczął w klubie z Osaki, Yanmar Diesel, przemianowanym potem na Cerezo Osaka. W 1994 roku wygrał z nim Japan Football League i awansował do J-League. W tej lidze zadebiutował 18 marca w spotkaniu z Sanfrecce Hiroszima, a pierwszego gola w lidze zdobył tydzien później, 25 marca w meczu z Shimizu S-Pulse. Od czasu debiutu w zespole z Osaki stał się podstawowym zawodnikiem, a jako ofensywny pomocnik jednym z najlepszych strzelców zespołu. W premierowym sezonie w J-League zaliczył 11 trafień. W 2000 roku zajął z Cerezo 5. miejsce w J-League, najwyższe w swojej dotychczasowej karierze (osiągnięcie to powtórzył także w 2005 roku). Swoją postawą spowodował, że wybrano go drugi raz do Jedenastki Sezonu J-League (poprzednio w 1995 roku). W 2001 roku dotarł do finału Pucharu Cesarza, ale z Cerezo spadł z pierwszej do drugiej ligi. W 2003 roku znów grał w pierwszej J-League i ponownie wystąpił w finale Pucharu Cesarza. W 2006 roku zajął z Cerezo przedostatnią pozycję w pierwszej lidze i od 2007 roku występuje na drugim froncie J-League.
| Sezon | Klub          | Kraj    | Rozgrywki             | Mecze | Bramki |
| ----- | ------------- | ------- | --------------------- | ----- | ------ |
| 1993  | Yanmar Diesel | Japonia | Japan Football League | 18    | 6      |
| 1994  | Cerezo Osaka  | Japonia | Japan Football League | 28    | 16     |
| 1995  | Cerezo Osaka  | Japonia | J-League              | 50    | 11     |
| 1996  | Cerezo Osaka  | Japonia | J-League              | 26    | 9      |
| 1997  | Cerezo Osaka  | Japonia | J-League              | 21    | 10     |
| 1998  | Cerezo Osaka  | Japonia | J-League              | 29    | 18     |
| 1999  | Cerezo Osaka  | Japonia | J-League              | 30    | 12     |
| 2000  | Cerezo Osaka  | Japonia | J-League              | 25    | 15     |
| 2001  | Cerezo Osaka  | Japonia | J-League              | 22    | 3      |
| 2002  | Cerezo Osaka  | Japonia | J-League              | 37    | 12     |
| 2003  | Cerezo Osaka  | Japonia | J-League              | 28    | 4      |
| 2004  | Cerezo Osaka  | Japonia | J-League              | 28    | 3      |
| 2005  | Cerezo Osaka  | Japonia | J-League              | 33    | 6      |
| 2006  | Cerezo Osaka  | Japonia | J-League              | 26    | 3      |
| 2007  | Cerezo Osaka  | Japonia | J-League              | 5     | 0      |
| 2008  | Cerezo Osaka  | Japonia | J-League              |       |        |

## Kariera reprezentacyjna
W reprezentacji Japonii Morishima zadebiutował 21 maja 1995 roku w zremisowanym 0:0 spotkaniu Kirin Cup ze Szkocją. W 1998 roku został powołany do 22-osobowej kadry na Mistrzostwa Świata we Francji. Tam zagrał jedynie w przegranym 0:1 spotkaniu z Chorwacją. Z kolei w 2002 roku znalazł się w kadrze Philippe'a Troussiera na Mistrzostwa Świata 2002, którego współgospodarzem była Japonia. Na tym Mundialu wystąpił w trzech meczach: zremisowanym 2:2 z Belgią, wygranym 2:0 z Tunezją (zdobył gola na 2:0 w 48. minucie) oraz przegranym 0:1 w 1/8 finału z Turcją. Karierę reprezentacyjną zakończył w 2002 roku. W 2001 roku dotarł do finału Pucharu Konfederacji, a w 2000 roku zdobył Puchar Azji. W kadrze Japonii rozegrał 64 mecze i zdobył 12 goli.